# 婁昭君

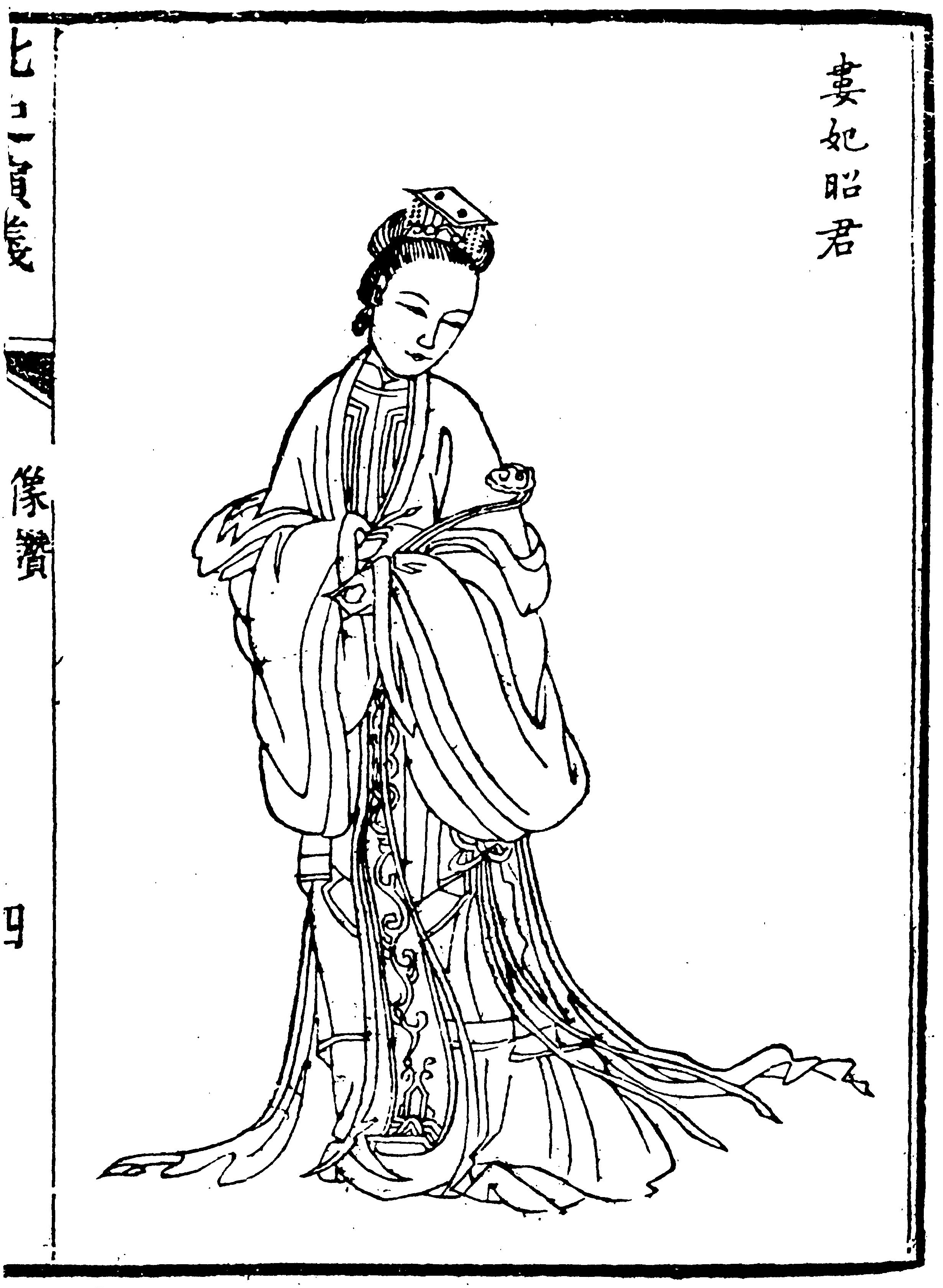
婁昭君

婁 昭君（ろう しょうくん、501年 - 562年）は、東魏の権臣高歓の妻。北斉が建てられると、皇太后に立てられた。諡号は武明皇后。

## 経歴
婁昭君は鮮卑の婁内干の娘として生まれた。婁昭君の属する婁氏のルーツについて、『魏書』官氏志は「匹婁氏が後に婁氏となった」とする。北朝における胡姓研究の権威である姚薇元は、『魏書』顕祖紀を引いて470年（皇興4年）に匹婁抜累らが吐谷渾の拾寅に従い、北魏の征西将軍長孫観に曼頭山で敗れて降った事実を見出し、匹婁氏は吐谷渾の部落のひとつに属していたとみなしている。婁昭君は成長すると、城上執役にあった高歓を見初めて、「これが真にわが夫なり」といい、私財を幾度か使って招いたため、父母もやむをえず婚姻を許した。高歓が豪傑たちと交友し、ひそかに策謀を練るにあたって、婁昭君はいつも参加していた。高歓が渤海王となると、婁昭君は渤海王妃となった。
婁昭君は明晰で決断のはっきりした人物であった。また倹約を尊び、内外の往来にあたっても侍従は10人を越えなかった。高歓が西征に出ていたとき、婁昭君が夜半に男女の双子を産み、危篤に陥った。側近たちは高歓に危急を知らせようとしたが、婁昭君は「王は大兵を統べておられ、どうして私のために軽々しく軍幕を離れることができましょう。死生は運命です。来たところで何ができましょう」と言って止めた。高歓は後にこのことを聞いて、感嘆した。537年（天平4年）、沙苑の戦いで高歓が敗れると、侯景が精鋭の騎兵2万があれば失地を恢復できると述べた。高歓は喜んで婁昭君にそのことを相談すると、婁昭君は「もしその言葉の通りにすれば、帰還する道理がなく、あたら侯景を失うこととなりましょう。なんの利益もありません」と言って止めた。高歓は柔然の可汗阿那瓌の娘をめとりたいと考えていたが、決断を下していなかった。婁昭君は「国家の大計は逡巡してはいけません」といった。柔然の公主（蠕蠕公主）がやってくると、婁昭君は自ら正妻の座を降りて、公主を高歓の正妻に立てさせた。高歓はこのことで婁昭君に拝謝した。
婁昭君は同腹異腹にかかわらず高歓の諸子をいつくしみ、自ら機織りして諸子に袍衣を与えた。また戎服を手縫いして、将軍や側近たちに与えた。弟の婁昭は功績を挙げて栄達したが、その他の親族には爵位を請求したことがなかった。婁昭君はいつも人材を適材適所に用いて、公私混同することのないように諫めていた。547年（武定5年）、高澄が渤海王位を嗣ぐと、婁昭君は太妃に進んだ。高洋（文宣帝）が東魏から帝位の禅譲を受けようとすると、婁昭君は固く反対した。
550年（天保元年）、北斉が建国されると、婁昭君は皇太后に立てられ、宣訓宮と称された。559年（天保10年）、高殷（廃帝）が即位すると太皇太后となった。尚書令の楊愔らが文宣帝の遺詔を受けて輔政にあたり、宗室の諸王に憎まれた。婁昭君は常山王高演（孝昭帝）らとはかって楊愔を殺害し、廃立の令を下した。560年（皇建元年）8月、高演が即位すると、再び皇太后となった。561年（皇建2年）11月、高演が死去すると、長広王高湛（武成帝）を立てた。562年（太寧2年）春、病に伏せると、巫媼の言を用いて石氏に改姓した。4月辛丑、鄴の北宮で死去した。享年62であった。5月甲申、義平陵に合葬された。
婁昭君の死の直前、「九龍の母が死して孝をなさず」という童謡が世間で歌われたとされる。婁昭君が死去したとき、武成帝は喪服を着けず緋袍のままであり、まもなく三台に登り酒を置いて音楽を鳴らさせた。武成帝の娘が白袍を進めたところ、武成帝は怒って白袍を台の下に投げ落とした。和士開が音楽を止めるよう上奏したが、武成帝は怒って彼を鞭打った。

## 子女

### 男子
- 文襄帝 高澄
- 文宣帝 高洋
- 孝昭帝 高演
- 襄城景王 高淯
- 武成帝 高湛
- 博陵文簡王 高済

### 女子
- 孝武皇后（北魏の孝武帝の皇后）
- 太原長公主（東魏の孝静帝の皇后）

## 伝記資料
- 『北斉書』巻9 列伝第1
- 『北史』巻14 列伝第2 后妃下